# 斯蒂芬·范·埃弗拉
斯蒂芬·范·埃弗拉（1948年11月10日—）是一位美国國際關係學家，麻省理工学院政治学教授，美国外交关系协会会员，主要作品有《战争的原因：权力与冲突的根源》（Causes of War: Power and the Roots of Conflict）等。